# Universitatea din Szeged
Universitatea din Szeged (în maghiară Szegedi Tudományegyetem) este o instituție de învățământ superior din Ungaria. Între anii 1962-2000 a purtat numele scriitorului Attila József.

## Istoric
Predecesoarea universității moderne din Szeged este Universitatea maghiară din Cluj, fondată în 1872 de împăratul austriac Franz Joseph, care a fost relocată în Ungaria după Tratatul de la Trianon în 1921 și și-a reluat activitatea la Szeged.
Între profesorii care au predat la această universitate s-a numărat Albert Szent-Györgyi, unul dintre fondatorii Facultății de Științe, care a fost distins în 1937 cu Premiul Nobel pentru Medicină pentru descoperirile sale cu privire la vitamina C.